# Hannah Montana
Hannah Montana é uma série de televisão estadunidense estrelada por Miley Cyrus. O seriado conta a história de Miley Stewart, uma garota do ensino médio, que esconde um segredo de ser a pop star Hannah Montana. A série estreou dia 24 de março de 2006 pelo Disney Channel.
A série foi nomeada para o Primetime Emmy Award na categoria "Destaque Para Programas Infantis" em 2007, 2008, 2009 e 2010, porém, não venceu nenhuma vez e ainda afirma em um dos episódios que “ é bom demais”. O filme da série foi lançado nos cinemas no dia 10 de abril de 2009, apesar de que em 2008, já havia sido lançado um filme-show. A terceira temporada estreou no dia 2 de novembro de 2008 e terminou no dia 14 de março de 2010. O show foi renovado para a quarta e última temporada, que começou a ser filmada no dia 18 de janeiro de 2010; e encerrou as suas filmagens no dia 14 de maio de 2010. A última temporada estreou no dia 11 de julho de 2010; e tornou-se a última comédia da Disney a sofrer uma transição de definição standard para alta definição no processo. A 4ª temporada foi promovida como Hannah Montana Forever. O fim da série ocorreu no dia 16 de janeiro de 2011 nos Estados Unidos. Hannah Montana é considerada uma das maiores séries de sucessos do Disney Channel, com um grande número de audiência, que alcançou diversos países e milhares de fãs.
A 4º temporada foi exibida pelo SBT de 15 de novembro de 2015 até 2016, como parte da programação do Mundo Disney.
No dia 17 de janeiro de 2019, estreou no Canal do Youtube do Disney Channel Brasil, no especial Disney Channel Replay, com os 4 primeiros episódios da primeira temporada da série.

## Enredo
A série mostra a vida de Miley Stewart, uma garota que nasceu no estado americano do Tennessee, mas que agora vive em Malibu, na Califórnia, para onde se mudou com o irmão mais velho, Jackson, e o pai viúvo, Robby, um compositor musical. Durante o dia, Miley vai à escola como qualquer garota, mas, diferentemente dos outros alunos, ela guarda um grande segredo: ela é a famosa estrela pop, Hannah Montana. Escondendo sua verdadeira identidade com uma peruca loira, Hannah viaja pelo mundo e diverte seus fãs com músicas escritas por seu pai e empresário. Dessa forma, Miley vive a vida que qualquer garota sonha em ter, mas ao mesmo tempo em que o glamour e a fama têm suas vantagens, limusines, roupas da moda e amigos famosos, ela quer ser tratada como uma garota da sua idade e ter uma vida "normal" na escola e no dia-a-dia.
Com seus melhores amigos, Lilly Truscott e Oliver Oken, Miley tenta atravessar o conturbado período escolar, em que tenta conseguir boas notas, impressionar sua paquera, e ser aceita pelos vários grupos do colégio.

## Produção

### Concepção
A ideia original para este show foi baseada num episódio de As Visões da Raven chamado "Goin' Hollywood" (em português traduzido como "Ir a Hollywood"), que serviu para a produção de um episódio-piloto para um sitcom chamado  provisoriamente Better Days, produzido para a estrela Alyson Stoner, no qual uma estrela mirim de um popular programa de televisão do mesmo nome tenta ir a uma escola normal. O episódio de número 14 da 1ª temporada, chamado "New Kid in School", tem a premissa básica neste episódio. A cantora de Pop e R&B JoJo foi convidada para o papel de "Zoe Stewart", porém recusou a proposta. Miley Cyrus, inicialmente, fez o teste para o papel da "melhor amiga" de Zoe, Lilly Romero (que mais tarde passou a se chamar Lilly Truscott), mas achou melhor fazer o teste para a personagem principal. Então, ela tentou pegar o papel para Chloe Stewart/Hannah Montana. Conseguiu, e então, Chloe Stewart foi mudada para Miley Stewart.
Em dezembro de 2006, a Disney anunciou planos para lançar produtos de Hannah Montana, incluindo roupas, joias e bonecas, apenas em lojas selecionadas. Bonecas cantantes lançaram a linha Hannah Montana Fashion Dolls (em português, Hannah Montana Bonecas Fashion), com bonecas de Hannah, Miley Stewart, e outras mercadorias, em agosto de 2007. Mais bonecas de Hannah foram lançadas em novembro, junto com bonecos de Oliver, Lilly e, posteriormente, bonecos de Jake Ryan. Estes tornaram-se um dos brinquedos mais populares do Natal em 2007.
De acordo com o Daily Dispatch, a série de TV alcançou uma audiência global de quase 700 milhões de espectadores em 2008. A importante revista Forbes disse: "Se os telespectadores de Miley fossem de um país, seriam a quinta maior população do mundo - à frente do Brasil". Em fevereiro de 2008, a franquia de Hannah Montana tornou-se tão importante que a Disney reuniu um grupo de "80 pessoas, encontrando-se toda a plataforma internacional para discutir o futuro de Hannah Montana". Todos os segmentos de negócios da Disney estavam representados na reunião.

### Sequência de Abertura
A música-tema para Hannah Montana é "The Best of Both Worlds"(em português: O Melhor dos Dois Mundos), escrita por Matthew Gerrard e  Robbie Nevil, produzida por Gerrard e interpretada por Miley Cyrus (Hannah Montana). John Carta, que também compôs a música para uso em significativas mudanças de cena e comerciais da primeira temporada, compôs a música para a letra. A letra descreve a premissa básica da série.
A versão completa da música, que tem 2 minutos e 54 segundos de duração, foi incluída na trilha sonora da série, lançada em outubro de 2006. Para a versão da televisão, usada para o tema, que dura apenas 50 segundos, apenas as duas primeiras estrofes e as duas últimas partes foram usadas. "Just Like You" e "The Other Side of Me" foram inicialmente testadas para serem o tema de abertura, antes de "The Best of Both Worlds" ser escolhida.
A sequência de abertura para as duas primeiras temporadas tem as mesmas características: Clipes dos episódios e de cada membro do elenco, enquanto são mostrados os nomes. O nome de cada membro do elenco é "apagado" na tela, em um letreiro com o estilo de luz. Em seguida, a sequência muda para clipes em tela cheia, com imagens dos episódios (a maioria dos clips utilizados na versão da sequência da primeira temporada foram dos primeiros episódios produzidos), com os nomes dos criadores aparecendo no clipe. O título da série aparece no início e no final da sequência (a última parte, no "concerto" que apresenta Cyrus como sua personagem, Hannah Montana). A única mudança na sequência para a segunda temporada foram as substituições dos clipes dos episódios e a adição do logotipo da Disney acima do título do show.
Para a terceira temporada, uma nova versão dos créditos de abertura foi usado. Caracteriza-se com Miley e Hannah em um letreiro da Times Square. Os nomes dos atores e atrizes e vídeos do show aparecem em uma espécie de marquise, que mostra Hannah Montana com sua nova peruca e novo estilo de roupas, que foi muito criticado na época, pois nas outras duas temporadas o seu estilo e de sua amiga Lilly eram completamente diferentes. A canção usada é uma versão remixada de "The Best of Both Worlds", que foi gravada originalmente para (e ouvida em) Hannah Montana: O Filme. Isto marcou a primeira vez que uma série da Disney Channel teve sua sequência de abertura completamente renovada. A sequência foi reformatada para a alta definição e um pouco alterada para quarta temporada, com o crédito de digitação diferente, e a adição de "Forever" no título principal, a remoção de Mitchel Musso da sequência de créditos e a inclusão de clips da temporada.

## Elenco

### Principal
| Ator            | Personagem                                      | Temporadas                | Temporadas                | Temporadas                | Temporadas                |
| Ator            | Personagem                                      | 1.ª                       | 2.ª                       | 3.ª                       | 4.ª                       |
| --------------- | ----------------------------------------------- | ------------------------- | ------------------------- | ------------------------- | ------------------------- |
| Miley Cyrus     | Miley Stewart/Hannah Montana                    | Protagonista              | Protagonista              | Protagonista              | Protagonista              |
| Emily Osment    | Lilly Truscott/Lola Luftnagle (ou Lola LaFonda) | Co-Protagonista Principal | Co-Protagonista Principal | Co-Protagonista Principal | Co-Protagonista Principal |
| Mitchel Musso   | Oliver Oken e Pedro Stallone III                | Co-Protagonista Principal | Co-Protagonista Principal | Co-Protagonista Principal | Participação              |
| Jason Earles    | Jackson Stewart                                 | Co-Protagonista Principal | Co-Protagonista Principal | Co-Protagonista Principal | Co-Protagonista Principal |
| Billy Ray Cyrus | Robby Ray Stewart                               | Co- Protagonista          | Co- Protagonista          | Co- Protagonista          | Co- Protagonista          |
| Moises Arias    | Rico Suave                                      | Recorrente                | Co- Protagonista          | Co- Protagonista          | Co- Protagonista          |

### Recorrente
| Ator                      | Personagem        | Temporadas   | Temporadas   | Temporadas   | Temporadas   |
| Ator                      | Personagem        | 1.ª          | 2.ª          | 3.ª          | 4.ª          |
| ------------------------- | ----------------- | ------------ | ------------ | ------------ | ------------ |
| Romi Dames                | Traci Van Horn    | Recorrente   | Recorrente   | Recorrente   | Ausente      |
| Anna Maria Perez de Tagle | Ashley Dewitt     | Recorrente   | Recorrente   | Recorrente   | Participação |
| Shanica Knowles           | Amber Addison     | Recorrente   | Recorrente   | Recorrente   | Participação |
| Hayley Chase              | Joannie Palumbo   | Ausente      | Recorrente   | Recorrente   | Recorrente   |
| Morgan York               | Sarah             | Recorrente   | Recorrente   | Recorrente   | Recorrente   |
| André Jamal Kinney        | Cooper            | Recorrente   | Ausente      | Ausente      | Ausente      |
| Frances Callier           | Roxy Roker        | Recorrente   | Recorrente   | Ausente      | Ausente      |
| Greg Baker                | Sr. Corelli       | Recorrente   | Ausente      | Participação | Ausente      |
| Jaelin Palme              | Henrietta Laverne | Participação | Ausente      | Ausente      | Ausente      |
| Corbin Bleu               | Johnny Collins    | Recorrente   | Recorrente   | Ausente      | Ausente      |
| Cody Linley               | Jake Ryan         | Recorrente   | Recorrente   | Participação | Participação |
| Drew Roy                  | Jesse             | Ausente      | Ausente      | Participação | Recorrente   |
| Vicki Lawrence            | Mamaw Ruthie/Nona | Participação | Participação | Participação | Participação |
| Dolly Parton              | Tia Dolly         | Participação | Participação | Ausente      | Participação |
| Brooke Shields            | Susan Stewart     | Ausente      | Recorrente   | Ausente      | Ausente      |
| Jon Cryer                 | Kenneth Truscott3 | Ausente      | Ausente      | Participação | Participação |
| Selena Gomez              | Mikayla           | Ausente      | Participação | Ausente      | Ausente      |
| Tammin Sursok             | Siena             | Ausente      | Ausente      | Ausente      | Recorrente   |
| Angus T. Jones            | T.J.              | Ausente      | Ausente      | Ausente      | Participação |

### Participações especiais
- Carol Tiné como Kaitlin Meewarz
- Paul Vogt e Peter Allen Vogt como Albert Dontzig
- Ashley Tisdale como Maddie Fitzpatrick (Em "On the Road Again (That's So Suite Life of Hannah Montana)")
- Lisa Arch como Liza (Em "You're so Vain, You Probably Think This Zit is About You", "Smells Like Teen Sellout" e "Welcome to the Bungle")
- Sterling Knight como Lucas (Em "My Best Friend's Boyfriend")
- Madison Pettis como Sophie Martinez (Em "Take This Job and Love It")
- John D'Aquino como Presidente Richard Martinez (Em "Take This Job and Love It")
- Jesse McCartney como ele mesmo (Em "When You Wish You Were the Star")
- Donny Osmond como ele mesmo (Em "We're All on This Date Together")
- Ray Romano como ele mesmo (Em "We're All on This Date Together")
- Jonas Brothers como Eles mesmos (Em "Me and Mr. Jonas and Mr. Jonas and Mr. Jonas")
- The Rock como ele mesmo (Em "Don't Stop 'Til You Get the Phone")
- Joey Fatone como Joey Vitolo (Em "Bye Bye Ball")
- Juliette Goglia como Angela Vitolo (1:"Bye Bye Ball")
- Karina Smirnoff como Madame Escajeda (Em "Everybody Was Best-Friend Fighting")
- Harry Thomas como Taylor Cormack
- David Koechner como Tio Earl (Em "(We're So Sorry) Uncle Earl")
- Anita Finlay como Jeanette Harris (Em "The Test of My Love")
- David Archuleta como ele mesmo (Em "Promma Mia")
- Cole Sprouse como Cody Martin (Em "Super(stitious) Girl Feiticeiros a Bordo com Hannah Montana")
- Dylan Sprouse como Zack Martin (Em "Super(stitious) Girl Feiticeiros a Bordo com Hannah Montana")
- Brenda Song como London Tipton (Em "Super(stitious) Girl Feiticeiros a Bordo com Hannah Montana")
- Debby Ryan como Bailey Pickett (Em "Super(stitious) Girl Feiticeiros a Bordo com Hannah Montana")
- Phill Lewis como Sr. Moseby (Em "Super(stitious) Girl Feiticeiros a Bordo com Hannah Montana")
- Lucas Furlan como Chad (Em "Hannah Montana to the Principal's Office")
- Ray Liotta como Diretor Luger (Em "Hannah Montana to the Principal's Office")
- Sheryl Crow como ela mesma (Em "It's the End of the Jake as We Know It")
- John Cena como ele mesmo (Em "Love That Let's Go")
- Iyaz como ele mesmo (Em "Gonna Get This")
- Leigh-Allyn Baker como Mikey
- Raven Symoné como Raven Baxter (Em "That's So Suite Life of Hannah Montana")
- Aka The Cracker como Henrietta Laverne
- Mary-Charles Jones como Miley criança
- Christine Taylor como Lori ( a namorada de Robby Ray Stewart )
- Kenneth Mars como Gunther
- Daniel Booko como Stavros
- Matt Prokop como Troy McCann
- Austin Butler como Toby
- Christian Serratos como Alexa
- Matt Winston como Fermine
- Kirby Bliss Blanton como Becca Weller
- Ellen Albertini Dow como Katherine McCord
- Andrew Caldwell como Thor

## Episódios
| Temporada | Temporada | Episódios | Transmissão Original EUA | Transmissão Final EUA |
| --------- | --------- | --------- | ------------------------ | --------------------- |
|           | 1         | 26        | 24 de março de 2006      | 30 de março de 2007   |
|           | 2         | 29        | 23 de abril de 2007      | 12 de outubro de 2008 |
|           | 3         | 30        | 2 de novembro de 2008    | 14 de março de 2010   |
|           | 4         | 13        | 11 de julho de 2010      | 16 de janeiro de 2011 |

## Exibição
| Região                                                                                                 | Emissora                    | Data de Estreia                         |
| --- | --------------------------- | --------------------------------------- |
| Mundo Árabe                                                                                            | Disney Channel Middle East  | 24 de março de 2006 (Premiere Original) |
| Mundo Árabe                                                                                            | MBC3                        | 10 de novembro de 2007                  |
| Argentina                                                                                              | Disney Channel Latino       | 2006                                    |
| Ásia - Brunei - Hong Kong - Indonésia - Coreia - Malásia - Filipinas - Singapura - Tailândia - Vietnam | Disney Channel Ásia         | 23 de setembro de 2006                  |
| Ásia Meridional - Bangladesh - Índia - Paquistão - Sri Lanka                                           | Disney Channel Índia        | 23 de setembro de 2006                  |
| Austrália                                                                                              | Disney Channel Austrália    | 7 de agosto de 2006                     |
| Austrália                                                                                              | Seven Network               | 7 de abril de 2007                      |
| Países Bálticos Letónia Lituânia Estônia                                                               | Disney Channel Escândinávia | 29 de setembro de 2006                  |
| Portugal                                                                                               | Disney Channel Portugal     | Final de 2006                           |
| Portugal                                                                                               | SIC                         | 2007                                    |
| Portugal                                                                                               | TVI                         | 2008                                    |
| Brasil                                                                                                 | Disney Channel Brasil       | 26 de Novembro de 2006                  |
| Brasil                                                                                                 | Globo                       | 5 de abril de 2008                      |
| Brasil                                                                                                 | SBT                         | 15 de novembro de 2015                  |

## Filmografia

### Hannah Montana & Miley Cyrus Show: The Best Of Both Worlds Concert
Hannah Montana & Miley Cyrus Show: O Melhor dos Dois Mundos é um filme-show da Walt Disney Pictures, apresentado em Disney Digital 3-D. O lançamento foi limitado, era para o filme ser transmitido nos cinemas por apenas uma semana, de 1-7 de fevereiro de 2008, inicialmente nos Estados Unidos e no Canadá, com o lançamento nos outros países mais tarde, porém, a transmissão foi prorrogada, devido ao sucesso. O filme-show conta com a participação dos Jonas Brothers.
No fim de semana de abertura, de 01-3 de fevereiro de 2008, o filme teve a receita bruta de 29 milhões de dólares. Foi o filme número 1 daquele fim de semana. Transmitido em apenas 638 cinemas, ele estabeleceu um novo recorde, após arrecadar mais de 42.000 dólares por cinema, estabelecendo o recorde de maior receita para um filme em 3D em um fim de semana.[carece de fontes?]

### Hannah Montana: O Filme
Hannah Montana: The Movie é a adaptação para o cinema do sitcom norte-americano Hannah Montana. As filmagens começaram em abril de 2008, e boa parte foi gravada em Columbia, Tennessee, e Los Angeles, Califórnia, e foi concluída em julho de 2008. O filme foi lançado no dia 10 de abril de 2009 nos Estados Unidos e no Canadá.

## Discografia
Trilhas Sonoras
- 2006: Hannah Montana
- 2007: Hannah Montana 2
- 2009: Hannah Montana: O Filme
- 2009: Hannah Montana 3
- 2010-2011 Hannah Montana Forever

Edições Especiais
- 2006: Hannah Montana Holiday Edition (iTunes)
- 2007: Hannah Montana 2-Disc Special Edition
- 2007: Hannah Montana 2: Rock Star Edition
- 2008: Hannah Montana 2: Non-Stop Dance Party
- 2008: Hannah Montana: Hits Remixed
- 2009: Hannah Montana: O Filme - Deluxe Edition (iTunes)
- 2009: Hannah Montana 3 - CD + DVD Musical: Edição Especial

Karaokês
- 2007: Disney's Karaoke Series: Hannah Montana
- 2008: Disney Sing-Along: Hannah Montana 2
- 2009: Disney Karaoke Series: Hannah Montana The Movie
- 2009: Disney Karaoke Series: Hannah Montana 3

Ao Vivo
- 2008: Hannah Montana & Miley Cyrus Show: O Melhor dos Dois Mundos

Singles
- 2006: The Best of Both Worlds
  - Who Said
  - Pumpin' Up the Party
  - If We Were a Movie
- 2007: Nobody's Perfect
  - Life's What You Make It
- 2009: The Climb
  - Hoedown Throwdown
  - Let's Get Crazy
- 2010: Ordinary Girl
  - Are You Ready? (Superstar)
  - Need A Little Love feat. Sheryl Crow
  - I'm Still Good
  - Que Sera
  - Gonna Get This feat. Iyaz

## Turnês
- 2007-2008 - Best of Both Worlds Tour

## Videogames
- Hannah Montana: Spotlight World Tour
- Hannah Montana: Music Jam
- Hannah Montana DS
- Dance Dance Revolution Disney Channel Edition
- Hannah Montana: O Filme
- Hannah Montana Rock Out The Show
- Disney Channel All-Stars Party

## Espetáculos

### Hannah Montana em Londres
Este show foi realizado no clube de Koko, no dia 28 de Março de 2007, em Londres, Inglaterra. Hannah respondeu algumas perguntas dos seus fãs. O show estreou no Disney Channel do Reino Unido em 7 de maio de 2007. As canções Nobody's Perfect, Make Some Noise, Life's What You Make It, The Best of Both Worlds e Pumpin' up the Party foram cantadas e dançadas por Hannah Montana.

### Hannah Montana & Miley Cyrus: Best of Both Worlds Concert
Este espetáculo teve a participação especial dos Jonas Brothers. Foi filmado com câmaras especiais para realização em 3D. Mostram os bastidores de Hannah e Miley, por detrás das câmaras. Esta turnê passou por 56 cidades do EUA, e os bilhetes foram vendidos a uma velocidade alucinante.

## Processos judiciais
No dia 23 de agosto de 2007, Buddy Sheffield processou a Disney devido Hannah Montana, alegando que ele quem havia originalmente criado a série, porém, ele nunca foi compensado pela empresa. Na ação, Sheffield alega que ele quem trouxe a  ideia de uma série de televisão baseada no show, com o nome de "Rock and Roland", para o Disney Channel em 2001, com o enredo de uma estudante ginasial que vivia uma vida dupla como estrela do rock. O processo alega que os executivos do canal inicialmente gostaram da ideia, mas rejeitaram a série.

Em 9 de abril de 2010, os co-criadores da série, Richard Correll e Barry O'Brien, colocaram uma ação contra a Disney, por 5 milhões de dólares em lucros do show. Correll e O'Brien afirmam que foram tirados os seus lucros e os bônus percentuais pré-negociados, baseado em seus negócios e nos requisitos dados para os escritores, que receberiam os créditos de "criado por". Correll, que também dirigiu vários episódios da série, também afirma que foi injustamente denunciado e banido pela Disney após prestar depoimento no âmbito de uma arbitragem. Um porta-voz da emissora diz que a Disney está se recusando a comentar o fato. Michael Poryes, o terceiro criador, processou a Disney por motivos semelhantes, em outubro de 2008.